# Nogales (kommun i Mexiko, Sonora, lat 31,20, long -110,97)
Nogales är en kommun i Mexiko.   Den ligger i delstaten Sonora, i den nordvästra delen av landet, 1 800 km nordväst om huvudstaden Mexico City.
Följande samhällen finns i Nogales:
- Nogales
- La Mesa
- Centro de Readaptación Social Nuevo
- Cíbuta
- Francisco Miguel Cárdenas Valdez
- Ejido Cíbuta Sector Número Uno
- Ejido Cibuta Numero Dos
- La Bellota